# Тер-Віс
Тер-Віс (нід. Ter Wisch) — селище в нідерландській провінції Гронінген. Входить до муніципалітету Вестерволде.
Його площа становить 22,83км², а населення станом на 2021 рік складало 310 осіб.
Перша згадка про населений пункт датується 1474 роком.